# Robert DiBernardo
Robert "DiB" DiBernardo (31 de mayo de 1937 en Hewlett, Nueva York-5 de junio de 1986) fue un miembro de la familia criminal Gambino y uno de los subordinados de John Gotti, que tenía fama de controlar gran parte de la pornografía comercial en los Estados Unidos. Durante las elecciones presidenciales de Estados Unidos de 1984, la publicidad sobre DiBernardo, que había alquilado un local comercial al marido de Geraldine Ferraro, la involucró en una dañina insinuación mediática sobre el crimen organizado.
Según algunos testimonios, DiBernardo era la figura principal de la industria para adultos de EE UU. En cualquier caso, era un hombre de negocios relativamente capaz que no tenía ninguna reputación personal de implicación en la violencia, pero sus vínculos con la Mafia disuadían a posibles competidores y alejaban a otros delincuentes. Llegó a ser muy influyente en el negocio de la pornografía en Estados Unidos y se convirtió en socio de Reuben Sturman. Nunca se estableció si la relación de DiBernardo con Sturman y otros se basaba en la extorsión directa o en la ventaja mutua. DiBernardo era visto como un fenomenal generador de ganancias, reservado y un operador solitario (a diferencia de la mayoría de los miembros de la mafia de su estatus, no mantenía una "pandilla" que lo respaldara). Todos estos rasgos le hacían vulnerable a otros miembros de la organización de Gotti. 
DiBernardo, que había sido objeto de una investigación federal sobre pornografía infantil, estaba a la espera de la sentencia cuando fue asesinado por Sammy Gravano. El cuerpo nunca se encontró. Según algunos relatos, Angelo Ruggiero tramó una orden de Gotti para matar a DiBernardo porque una vez le había dicho a Ruggiero que no era lo suficientemente inteligente para ser subjefe.

## Biografía

### Ascenso
Uno de los relativamente pocos que se cree que ha llegado a ser hecho en la Mafia sin un asesinato a su nombre, DiBernardo, en ese momento aliado de la familia criminal DeCavalcante, compró el negocio de softcore Star Distributors a finales de los años sesenta, y la utilizó para vender hardcore de todo tipo y soporte a los negocios de la industria para adultos en los alrededores de Times Square, que durante mucho tiempo fue percibido como un distrito insalubre (si no realmente peligroso) en el que la policía no impedía el incumplimiento de las leyes de obscenidad y otras. Para muchos, la proliferación de este tipo de negocios a principios de la década de 1970 convirtió la zona en un símbolo de la decadencia de la ciudad. A mediados de la década de 1970, se vendía abiertamente pornografía infantil en Nueva York y otras ciudades de Estados Unidos, lo que provocó llamamientos indignados para que se prohibiera toda la pornografía y atrajo la atención de la policía hacia DiBernardo. Estas películas se importaban, normalmente de Dinamarca o Países Bajos; se veían en cabinas de peep show.
DiBernardo se asoció con la familia criminal Gambino a través de su relación con el también pornógrafo y capo Gambino Ettore Zappi. Zappi supuestamente patrocinó a DiBernardo para que fuera miembro de la familia Gambino.
DiBernardo encargó directamente la producción de gran parte de las películas hardcore de la llamada Edad de Oro del Porno realizadas en Nueva York. Sus rivales fueron intimidados a abandonar el negocio o captados por su red. Las empresas independientes (como los hermanos Mitchell, con sede en San Francisco), que eran inmunes a las presiones debido a su ubicación o a otras razones, vieron pirateadas sus películas. En su relación con el mayor vendedor de porno de Estados Unidos, Reuben Sturman, no está claro si DiBernardo extorsionaba o colaboraba. Sin embargo, un dispositivo de escucha sembrado por el FBI captó a DiBernardo diciéndole a otro magnate de la pornografía, Michael Thevis, que "la familia" estaba a cargo de sus negocios.
DiBernardo y su socio Theodore "Teddy" Rothstein - copropietario de KED Productions Inc. junto a DiBernardo - se encontraron entre las 44 personas acusadas como resultado de una investigación encubierta del FBI sobre todos los principales editores y distribuidores de películas y revistas para adultos en todo Estados Unidos que comenzó en 1977. DiBernardo se convirtió en el principal objetivo de la operación tras la muerte de Michael "Mickey Z" Zaffarano, un capo de la familia criminal Bonanno que sufrió un ataque cardíaco mortal mientras los agentes del FBI cumplían una orden de arresto en su cine para adultos de Times Square el 14 de febrero de 1980. Bernardo y Rothstein fueron declarados culpables en Miami de conspiración, transporte de material obsceno con el fin de venderlo y distribuirlo, y de tres cargos por utilizar un transportista común para transportar material obsceno a través de las fronteras estatales el 12 de junio de 1981 y cada uno fue condenado a cinco años de prisión. Un juez federal anuló entonces las condenas de DiBernardo y Rothstein y ordenó que se desestimaran las acusaciones contra ellos alegando que el agente del FBI Patrick Livingston -que se hizo pasar por comerciante de material para adultos en Miami y compró películas y cintas de vídeo supuestamente obscenas a KED Productions- podría haber mentido al gran jurado. Livingston fue arrestado por robar en una tienda en noviembre de 1981, y había pruebas de que tenía problemas psiquiátricos relacionados con la incapacidad de distinguir entre su identidad real y la encubierta.
Aunque aparentemente sólo tenía un rango de soldado en la familia Gambino, informaba y pagaba tributos financieros directamente a Paul Castellano. DiBernardo se quejaba de que recibía poco respeto por parte de Castellano, que despreciaba el negocio del porno, pero que, no obstante, se llevaba un porcentaje considerable de los beneficios. Fue uno de los primeros en apoyar el complot de John Gotti para matar a Castellano y suplantarlo como jefe. Tras ello, DiBernardo fue recompensado con el estatus de "capitán", aunque en realidad no dirigía una "pandilla" propia.

### Atención nacional
La policía de Nueva York vigilaba rutinariamente a DiBernardo como figura del crimen organizado, pero sólo se hizo ampliamente conocido en 1984 cuando su nombre surgió en la publicidad que rodeó a la candidata demócrata para Vicepresidente de Estados Unidos. La campaña presidencial de Walter Mondale llamó la atención pública poco después de elegir a Geraldine Anne Ferraro para la candidatura a la vicepresidencia cuyas finanzas, tanto las personales como las de su marido - el promotor inmobiliario John Zaccaro - se convirtieron en un problema. Entonces se supo que DiBernardo alquilaba un local a la empresa de Zaccaro. El asunto eliminó el impulso inicial que había ganado la candidatura Mondale-Ferraro, y desvió la campaña. DiBernardo no fue mencionado durante el debate de candidatos a la vicepresidencia de 1984, aunque las preguntas sobre la declaración de impuestos separada de Ferraro, que se consideraron ampliamente como implicaciones sobre los negocios de su marido, la pusieron a la defensiva. La candidatura Mondale-Ferraro, siempre muy desvalida, perdió las elecciones generales. En 1992, el ya fallecido DiBernardo fue sacado a relucir con más efecto para desacreditar a Ferraro, perjudicando seriamente su suerte en unas primarias para el Senado en las que había sido favorita.

### Asesinato y consecuencias
Sammy Gravano dijo que el único miembro de la Mafia al que se le permitía ver a John Gotti en la cárcel, su amigo Angelo Ruggiero, le dijo que Gotti quería matar a DiBernardo por ser subversivo. En sus memorias, Gravano dijo que era reacio a obedecer la orden, al no entender cómo DiBernardo -que no contaba con los soldados que serían necesarios para cualquier juego de poder- podía suponer una amenaza para el liderazgo de Gotti. Creyendo que Ruggiero no se habría atrevido a fabricar las instrucciones, Gravano decidió que tenía que obedecer la orden del jefe. El 5 de junio de 1986, DiBernardo fue atraído a las oficinas del sótano de la empresa de paneles de yeso de Gravano en Stillwell Avenue en Bensonhurst, Brooklyn. Actuando como si se tratara de una reunión de negocios normal, Gravano le dijo a Joseph Paruta que le trajera a DiBernardo una taza de café. Paruta, al que "Gravano consideraba su Luca Brasi" se levantó, pero en lugar de traer el café, cogió una .380 con silenciador de un armario situado detrás de DiBernardo y le disparó en la nuca. Sin su control cercano, los intereses del negocio de la pornografía se volvieron menos rentables, aunque Gravano se ayudaría del control del difunto sobre el capítulo Local 282 del sindicato de camioneros que encajaba con el negocio de la construcción de Gravano.
En la película de 1996 de HBO hecha para la televisión Gotti, el actor Frank Vincent interpreta a DiBernardo como "DB". En Testigo de la mafia, el actor Tony Kruck lo representa simplemente como "Di Bernardo". Jimmy Palumbo interpreta a Robert DiBernardo en un episodio de la tercera temporada de la serie de televisión The Deuce.